# ディスカヴァー・トゥエンティワン
株式会社ディスカヴァー・トゥエンティワン（英字：Discover 21, Inc.）は、東京都千代田区に本社を置く日本の出版社。ビジネス書・自己啓発書を刊行する。取次を通した新刊委託ではなく直接取引を行う。勝間和代、喜多川泰などを見出した。字数の少ない本の出版・マーケティングを得意とする。大人向けの絵本エッセイも出版コンテンツとしている。2010年にニーチェのアフォリズムを基に刊行された『超訳 ニーチェの言葉』（白取春彦編訳）は、119万部を突破した。

## 沿革
- 1985年、伊藤守、干場弓子らが設立。
- 2009年、電子書籍サイト「ディスカヴァーデジタルブックストア」をオープン。ビジネス書大賞に協賛。
- 2010年、「ツイッター小説大賞」を開始（2013年の第3回で打切り。Twitter文学賞は無関係）。
- 2011年、『超訳 ニーチェの言葉』（白取春彦訳）が100万部を突破。
- 2012年、現在地に移転。『超訳 ニーチェの言葉 II』（白取春彦訳）を刊行、合わせて累計120万部を突破。

## 主な出版物
- 『3秒でハッピーになる名言セラピー』（ひすいこたろう著）
- 『あっというまに天才だ! 東大コーチからの熱いメッセージ』（影井秀著）
- 『無理なく続けられる年収10倍アップ勉強法』（勝間和代著）
- 『ビジネスマンのための「発見力」養成講座』（小宮一慶著）
- 『手紙屋』（喜多川泰著）
- 『超訳 ニーチェの言葉』（白取春彦編訳）
- 『マインドマップ超入門』（トニー・ブザン著）
- 『超訳 ブッダの言葉』（小池龍之介訳）
- 『99%の人がしていない たった1%の仕事のコツ』（河野英太郎著）
- 『つらいから青春だ』（キム・ナンド著）
- 『超訳 ニーチェの言葉II』（白取春彦編訳）
- 『冒険に出よう（U25シリーズ）』（安藤美冬著）

新書レーベル
- ディスカヴァー携書
- DIS+COVERサイエンス

## 所在地
- 東京都千代田区平河町 2-16-1　平河町森タワー 11Ｆ

## 関連会社
- 株式会社コーチ・エィ - コーチングの実践・普及
- 株式会社キャッチボール・トゥエンティワン
- 株式会社ごきげん125 - 三番町ごきげんクリニックの経営主体